# Rhyzobius forestieri
Rhyzobius forestieri är en skalbaggsart som först beskrevs av Étienne Mulsant 1853.  Rhyzobius forestieri ingår i släktet Rhyzobius och familjen nyckelpigor. Inga underarter finns listade i Catalogue of Life.